# Joniserande strålning
Joniserande strålning är ett samlingsbegrepp på strålning som har förmågan att slå ut elektroner ur atomer som den kolliderar med, vilket förvandlar atomerna till joner. Joniserande strålning kan antingen vara elektromagnetisk strålning (ultraviolett, röntgen-, och gammastrålning) eller partikelstrålning (energirika elektroner, protoner med mera som har en energi på några elektronvolt). Joniserande strålning är en naturlig miljöfaktor som funnits sedan universum bildades.

## Viktiga typer av joniserande strålning
- Alfastrålning
- Betastrålning
- Gammastrålning
- Neutronstrålning
- Röntgenstrålning

Joniserande strålning kan delas in i huvudgrupperna partikelstrålning och fotonstrålning. Dessutom har ICRU (International Commision on Radiation Units and Measurements 1971) rekommenderat användandet av terminologin direkt- och indirekt joniserande strålning. De olika grupperna sammanställs i tabellen nedan.
| Typ av strålning               | Partikelstrålning                 | Fotonstrålning                   |
| ------------------------------ | --------------------------------- | -------------------------------- |
| Direkt joniserande strålning   | Alfapartikel , Betapartikel       |                                  |
| Indirekt joniserande strålning | Neutronpartikel, Neutrinopartikel | Gammastrålning, Röntgenstrålning |

## Hälsorisker
Joner är kemiskt reaktiva och kan orsaka skador på levande vävnad. Det är den mekanismen som gör joniserande strålning ohälsosam. Beroende på total dos, exponeringstid och strålningens sammansättning, kan joniserande strålning orsaka celldöd, strålsjuka och cancer. Strålningen bryter sönder DNA-spiralen på grund av att det bildas fria radikaler. Se även biologiska effekter av elektromagnetisk strålning.

### Organismer som klarar joniserande strålning
- Trögkrypare (eller björndjur) (Tardigrada) - En stam inom djurriket där vissa arter klarar strålning genom att stänga av alla livsprocesser och gå in i ett tillstånd som kallas kryptobios då de ersätter vattnet i cellerna med socker.
- Bakterier - Man känner till mellan fem och tio sorters bakterier som klarar strålning genom att vara mycket effektiva på att reparera sitt DNA. Ett exempel är Deinococcus radiodurans.

## Legalitet
I Sverige är arbete med joniserande strålning klassad som miljöfarlig verksamhet enligt Miljöbalken och kräver tillstånd enligt Strålskyddslagen.

## Användning
Joniserande strålning används inom sjukvården för sina celldödande effekter, speciellt som strålbehandling av cancer. Strålningen är då omsorgsfullt koncentrerad på det området som ska behandlas.